# فرانسوا براسارد
فرانسوا براسارد هو ملحن كندي، ولد في 6 أكتوبر 1908 في سان جيروم في كندا، وتوفي في 26 أبريل 1976 في مدينة كيبك في كندا.

## وصلات خارجية
- فرانسوا براسارد على موقع ميوزك برينز (الإنجليزية)